# 韩兆鹗

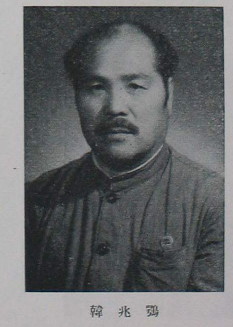
韩兆鹗近照

韩兆鹗（1891年—1970年10月），字卓儒，陕西户县人，中国近代政治人物。

## 生平
毕业于京师大学堂，曾在陕西省立第一师范学校担任老师，张灵甫为其学生。1941年12月经严信民、章伯钧介绍加入中国民主政团同盟，为民盟陕西省负责人之一。
中共建政后，韩兆鹗为西北军政委员会委员、第一届全国政协委员，担任政务院人民监察委员会委员。后任陕西省人民政府副主席。第一届全国人民代表大会代表。1957年，因反苏言论，被划为极右分子。文化大革命时期被隔离审查，1970年病逝狱中。